# The Help
”Culoarea sentimentelor” este un roman de ficțiune istorică⁠(d) al autoarei americane Kathryn Stockett⁠(d), publicat de Penguin Books în 2009. Lucrarea explorează condiția femeilor afro-americane angajate ca servitoare în gospodăriile familiilor albe din Jackson, Mississippi, în perioada anilor 1960, evidențiind dinamica relațiilor rasiale, inegalitățile sociale și lupta pentru drepturile civile într-un context marcat de segregare și discriminare.
Într-o analiză publicată de USA Today, romanul a fost considerat unul dintre „succesele-surpriză ale verii”, subliniind impactul său asupra publicului cititor. The New York Times remarcă sensibilitatea cu care autoarea surprinde nuanțele relațiilor domestice și caracterizează romanul drept o operă cu un puternic impact emoțional, destinată să devină extrem de populară. De asemenea, The Atlanta Journal-Constitution descrie volumul ca fiind o narațiune profund emoționantă, evidențiind talentul literar al autoarei și caracterul remarcabil al debutului său literar.
Kathryn Stockett a inițiat procesul de redactare a romanului său de debut, Culoarea sentimentelor, în urma evenimentelor traumatizante ale atacurilor din 11 septembrie 2001, ceea ce sugerează o posibilă influență a acestui context asupra tematicii sociale și a introspecției asupra relațiilor umane. Construcția romanului a fost un demers laborios, desfășurat pe parcursul a cinci ani, timp în care autoarea a perseverat în ciuda numeroaselor obstacole din industria editorială. Manuscrisul său a fost respins de nu mai puțin de 60 de agenți literari într-o perioadă de trei ani, înainte ca Susan Ramer să accepte să îl reprezinte, marcând astfel punctul de cotitură în drumul spre publicare.
De la lansare, Culoarea sentimentelor a cunoscut un succes internațional remarcabil, fiind publicat în 35 de țări și tradus în trei limbi. Până în august 2011, romanul atinsese pragul impresionant de șapte milioane de exemplare vândute, atât în ediție tipărită, cât și în format audiobook, consolidându-și astfel statutul de fenomen literar. De asemenea, cartea a figurat timp de peste 100 de săptămâni pe prestigioasa listă The New York Times Best Seller, o performanță care reflectă atât impactul său cultural, cât și aprecierea publicului larg.
Ediția audiobook a romanului este narată de un ansamblu de voci consacrate—Jenna Lamia, Bahni Turpin, Octavia Spencer și Cassandra Campbell—care adaugă o dimensiune suplimentară autenticității și intensității emoționale a poveștii. În mod notabil, Octavia Spencer nu doar că a contribuit la versiunea audio a romanului, dar a fost și sursa inițială de inspirație pentru personajul Minny, pe care ulterior l-a interpretat în adaptarea cinematografică a cărții, demonstrând astfel o conexiune profundă între realitate și ficțiune.

## Rezumatul plotului
Romanul Culoarea sentimentelor este plasat la începutul anilor 1960 în Jackson, Mississippi, și este construit preponderent dintr-o perspectivă narativă la persoana întâi, alternând între trei protagoniste feminine: Aibileen Clark, Minny Jackson și Eugenia „Skeeter” Phelan. Aceste trei personaje, provenind din medii socio-culturale distincte, oferă o viziune polifonică asupra tensiunilor rasiale și a dinamicilor de putere din Sudul segregat al Statelor Unite.
Aibileen Clark este o menajeră afro-americană cu o vastă experiență în îngrijirea copiilor și întreținerea gospodăriilor albilor. În ciuda dedicării sale față de copiii pe care îi crește, suferința cauzată de moartea fiului său, Treelore—care a decedat la vârsta de 24 de ani în urma unui accident de muncă—îi lasă o rană profundă, influențându-i percepția asupra lumii și a propriei condiții sociale. În cadrul narațiunii, Aibileen lucrează pentru familia Leefolt, având grijă de fiica acestora, Mae Mobley, o fetiță pe care încearcă să o protejeze și să o educe cu empatie, în contrast cu prejudecățile impuse de părinții săi.
Minny Jackson, prietena apropiată a lui Aibileen, este o femeie deosebit de inteligentă, dar cu un temperament aprig și un spirit franc, trăsături care i-au adus numeroase dificultăți în relația cu angajatorii săi albi. Lipsa sa de reținere în a exprima opinii sincere—adesea incomode pentru cei din jur—i-a provocat concedierea din nu mai puțin de nouăsprezece locuri de muncă. Ultimul său angajator a fost doamna Walters, o femeie în vârstă aflată sub tutela fiicei sale, Hilly Holbrook, una dintre cele mai influente și conservatoare figuri ale societății sudiste. Relația tensionată dintre Minny și Hilly constituie un element central al conflictului romanului, reflectând nu doar antagonismul de clasă și rasă, ci și jocurile de putere dintre femeile din comunitatea albă și cele din comunitatea afro-americană.
Prin intermediul acestor perspective distincte, Culoarea sentimentelor reușește să surprindă complexitatea relațiilor interrasiale și de gen, evidențiind, totodată, atât brutalitatea discriminării sistemice, cât și solidaritatea feminină care încearcă să depășească barierele impuse de o societate profund segregată.
Eugenia „Skeeter” Phelan provine dintr-o familie albă înstărită, proprietară a plantației Longleaf, situată în apropierea orașului Jackson, Mississippi. Deși odinioară o plantație tradițională, Longleaf funcționează acum ca o fermă de bumbac, însă structura socială și economică a moșiei rămâne marcată de ierarhiile rasiale, majoritatea muncitorilor agricoli și a servitorilor fiind afro-americani.
Skeeter se întoarce acasă după absolvirea Universității din Mississippi, animată de aspirația de a deveni scriitoare, o ambiție pe care familia sa, în special mama ei, o privește cu scepticism. În viziunea mamei sale, educația universitară a fiicei nu este altceva decât un ornament social, un „petic de hârtie frumos”, lipsit de valoare practică în raport cu adevăratul scop pe care o tânără din clasa lor ar trebui să îl urmărească—căsătoria. În acest climat de așteptări convenționale și presiuni sociale, Skeeter își conturează o viziune distinctă asupra lumii, marcată de o dorință profundă de a-și construi propria identitate dincolo de normele impuse de societatea sudistă conservatoare.
O preocupare care o macină încă de la întoarcerea sa este dispariția misterioasă a lui Constantine, menajera de culoare care a crescut-o și i-a oferit afecțiunea maternă pe care propria sa mamă nu i-a oferit-o. În perioada petrecută la universitate, Skeeter primise o scrisoare de la Constantine, în care aceasta insinua că o așteaptă o surpriză la întoarcere, o promisiune care face ca absența ei bruscă să pară și mai suspectă. Când Skeeter o confruntă pe mama sa în legătură cu acest subiect, aceasta îi oferă o explicație sumară: Constantine ar fi demisionat și s-ar fi mutat la rude în Chicago. Totuși, Skeeter refuză să accepte această variantă, intuind că adevărul este mult mai complex și că dispariția lui Constantine ascunde o realitate pe care nimeni nu este dispus să o dezvăluie.
Pe măsură ce încearcă să afle ce s-a întâmplat cu femeia care i-a fost figură maternă, Skeeter se lovește de un zid al tăcerii. Cei din jurul său evită subiectul, se eschivează sau refuză să-i ofere răspunsuri concrete, ceea ce amplifică sentimentul ei de neliniște și determinarea de a scoate la lumină adevărul. Această căutare a lui Constantine devine un catalizator pentru transformarea interioară a lui Skeeter și pentru conștientizarea profunzimii inegalităților sociale și rasiale din comunitatea în care a crescut.
Experiența lui Constantine în slujba familiei Phelan devine pentru Skeeter un punct de cotitură în înțelegerea realităților sociale care o înconjoară. Observând retrospectiv viața și sacrificiile menajerei care a crescut-o, Skeeter ajunge la o revelație profundă: menajerele afro-americane din Jackson nu sunt tratate doar ca angajate, ci ca subalterne lipsite de drepturi și respect, într-un mod fundamental diferit față de colegii lor albi. Această conștientizare, coroborată cu un sentiment tot mai acut de revoltă față de normele discriminatorii ale societății sudiste, o determină să întreprindă un proiect literar ambițios.
Sprijinită de un editor din New York, Skeeter își propune să dezvăluie adevărul despre condițiile inechitabile și abuzurile suferite de menajerele de culoare din Mississippi. Inițiativa ei, însă, se dovedește a fi extrem de riscantă într-un context în care orice încercare de a contesta ordinea socială existentă poate avea consecințe grave, atât pentru ea, cât și pentru femeile care acceptă să-și împărtășească poveștile.
Unul dintre cele mai dificile obstacole pe care Skeeter trebuie să le depășească este câștigarea încrederii acestor femei. Într-o societate în care relațiile dintre angajatori și servitori sunt definite de segregare și frică, menajerele sunt extrem de reticente să vorbească, conștiente că orice divulgare a experiențelor lor ar putea atrage represalii severe, inclusiv pierderea locului de muncă, violență fizică sau chiar mai rău. Aibileen și Minny devin interlocutoarele-cheie ale lui Skeeter, însă ezitarea și teama sunt omniprezente, reflectând realitățile crude ale Sudului anilor 1960.
Deasupra celor trei femei planează în permanență pericolul represaliilor sociale și al violenței rasiale. Într-un climat în care orice formă de contestare a ierarhiei segregate este întâmpinată cu ostilitate, Skeeter, Aibileen și Minny trebuie să navigheze cu precauție, conștiente că fiecare mărturie inclusă în cartea aflată în pregătire ar putea atrage furia comunității albe. Totuși, în ciuda riscurilor, determinarea lor de a scoate la lumină adevărul rămâne neclintită, simbolizând lupta tăcută, dar curajoasă, a celor oprimați împotriva nedreptății sistemice.
În cele din urmă, Skeeter reușește să câștige încrederea lui Aibileen, iar între ele se formează o relație de prietenie care transcende barierele sociale și rasiale impuse de societatea sudistă a anilor 1960. Această apropiere se dezvoltă în timp ce Aibileen o ajută pe Skeeter să redacteze o rubrică de sfaturi casnice pentru ziarul local, un rol pe care Skeeter îl acceptă nu din pasiune, ci ca un prim pas în cariera sa de scriitoare și editor, conform recomandării primite de la Elaine Stein, o influentă editoare de la Harper & Row.
Ironia situației nu îi scapă lui Skeeter: deși i s-a oferit această rubrică ca o oportunitate profesională, ea este complet lipsită de cunoștințe practice în domeniul gospodăriei, un aspect care evidențiază prăpastia dintre femeile albe din clasa superioară și menajerele afro-americane care, de fapt, gestionează și administrează aceste case. Pentru Skeeter, această conștientizare devine un moment esențial de introspecție, consolidându-i atât empatia, cât și înțelegerea profundă a discrepanțelor de putere dintre cele două lumi.
Pe măsură ce Aibileen îi oferă nu doar sfaturi practice, ci și o perspectivă autentică asupra vieții „ajutoarelor” de culoare, Skeeter își dă seama de injustețea implicită a relației lor inițiale. Drept urmare, într-un gest care reflectă atât respectul, cât și recunoașterea valorii muncii lui Aibileen, Skeeter decide să o remunereze pentru timpul și expertiza pe care i le-a oferit, marcând astfel o inversare simbolică a raporturilor de putere tradiționale. Această acțiune subliniază evoluția lui Skeeter de la o tânără influențată de normele societății albe sudiste la o femeie conștientă de nedreptățile care o înconjoară și hotărâtă să le combată prin scris.
Sugestia lui Elaine Stein ca Skeeter să găsească un subiect care să o pasioneze și căruia să i se dedice cu adevărat devine un punct crucial în evoluția sa ca scriitoare și ca individ. În urma acestui îndemn, Skeeter conștientizează că adevărata sa misiune este să expună lumii realitatea crudă a vieții menajerelor afro-americane din Sud—condițiile de muncă umilitoare, abuzurile constante și precaritatea economică ce le condamnă la o existență dominată de frică și nesiguranță. Această decizie, însă, nu este doar un act jurnalistic, ci și un demers profund subversiv, întrucât publicarea unui astfel de material ar putea atrage represalii severe atât asupra ei, cât și asupra femeilor care aleg să își împărtășească experiențele.
După lungi ezitări, Aibileen decide în cele din urmă să își spună povestea, impulsionată atât de încrederea crescândă în Skeeter, cât și de dorința de a aduce o schimbare în comunitatea sa. Minny, deși profund sceptică în privința intențiilor unei femei albe și conștientă de pericolele unui asemenea demers, se alătură proiectului, dar nu fără rezerve. Împreună, ele încearcă să convingă și alte menajere să vorbească, însă teama de represalii este copleșitoare. Într-un climat social în care segregarea și violența rasială sunt nu doar tolerate, ci instituționalizate, participarea la o astfel de inițiativă reprezintă un risc imens.
Pe măsură ce Skeeter avansează cu cercetarea și începe să studieze legile segregării din Mississippi, ea realizează amploarea restricțiilor impuse populației afro-americane, precum și mecanismele prin care această ordine rasială este menținută. Această descoperire o transformă radical, determinând-o să se poziționeze deschis împotriva sistemului opresiv în care a fost crescută. Însă această schimbare are consecințe inevitabile: prietenele ei din elita albă sudistă, inclusiv Hilly Holbrook, încep să o marginalizeze și să o ostracizeze, considerând-o o trădătoare a valorilor comunității.
Astfel, Skeeter se trezește prinsă între două lumi—cea privilegiată, din care provine, dar care o respinge pentru curajul de a contesta status quo-ul, și cea a femeilor afro-americane, care o privesc cu prudență, temându-se că intențiile sale ar putea atrage asupra lor un pericol și mai mare. Cu toate acestea, determinarea sa rămâne neclintită, iar colaborarea cu Aibileen și Minny devine nu doar o alianță împotriva nedreptății, ci și o formă de rezistență tăcută, dar puternică, împotriva unui sistem profund inechitabil.
Arestatea lui Yule May, menajera lui Hilly Holbrook, devine un moment catalizator în procesul de solidarizare a femeilor de culoare din Jackson. Yule May, o femeie educată, ajunge în închisoare pentru că a furat unul dintre inelele lui Hilly, disperată să obțină banii necesari pentru a-și trimite gemenii la facultate—o ultimă soluție după ce Hilly refuzase cu cruzime să-i acorde un împrumut. Acest incident servește drept exemplu clar al inechităților sistemului, demonstrând nu doar poziția de vulnerabilitate extremă a menajerelor afro-americane, ci și lipsa totală de empatie și compasiune a familiilor albe pentru care lucrează.
În urma acestui eveniment, celelalte menajere, profund indignate de nedreptatea suferită de Yule May, își înving frica și decid să se alăture proiectului lui Skeeter. Ele sunt conștiente că mărturiile lor ar putea să le coste slujbele, siguranța și chiar libertatea, însă aleg să-și asume riscul, animate de dorința de a-și face auzite vocile într-o societate care le reduce la tăcere. Astfel, cartea la care Skeeter, Aibileen și Minny lucraseră inițial în clandestinitate capătă o nouă dimensiune: devine un proiect colaborativ, un act de rezistență colectivă prin care femeile exploatate își revendică dreptul la demnitate și adevăr.
Lucrarea rezultată, intitulată Culoarea sentimentelor, nu se limitează la a expune abuzurile și umilințele suferite de menajere, ci surprinde și momentele de bunătate și generozitate care au existat, în mod paradoxal, în cadrul acestei dinamici profund inechitabile. Unele dintre povești descriu legături autentice de afecțiune între menajere și copiii pe care i-au crescut sau gesturi izolate de empatie din partea angajatorilor albi, în timp ce altele ilustrează cruzimea, violența și lipsa de umanitate care domină relația dintre „ajutoare” și familiile pentru care lucrează. Această complexitate narativă face ca Culoarea sentimentelor să fie mai mult decât un simplu denunț social—devine o cronică profundă și nuanțată a vieții menajerelor afro-americane din Sudul segregat.
Publicarea cărții este un succes, dar consecințele sunt imediate și profunde. În ultimele capitole ale cărții Culoarea sentimentelor, cititorul asistă la urmările acestui act de curaj: Skeeter, acum văzută ca o trădătoare a elitei albe, este în mod oficial ostracizată de fosta sa comunitate, însă își găsește drumul spre o carieră promițătoare în New York. Aibileen, deși își pierde slujba, își redescoperă vocea și își asumă un nou rol, în timp ce Minny își regăsește forța de a rupe cercul abuzurilor domestice.
Astfel, Culoarea Sentimentelor nu doar documentează o realitate istorică, ci oferă și o poveste despre curaj, solidaritate și schimbare—o mărturie a faptului că adevărul, odată rostit, are puterea de a transforma vieți și de a sfida chiar și cele mai adânc înrădăcinate sisteme de opresiune.

## Adaptare ecranizată
O adaptare cinematografică a romanului Culoarea sentimentelor a fost lansată pe 10 august 2011. Scenariul a fost scris și filmul a fost regizat de prietenul din copilărie al autoarei, Tate Taylor. Parți din film au fost filmate în Jackson, Mississippi, însă majoritatea scenelor au fost realizate în jurul orașului Greenwood, care a fost transformat pentru a reprezenta Jackson în anul 1963.
La cea de-a 84-a ediție a Premiilor Academiei, Octavia Spencer a câștigat premiul Oscar pentru Cea Mai Bună Actriță în Rol Secundar pentru interpretarea sa din acest film. Pelicula a primit și alte trei nominalizări la Premiile Oscar: pentru Cel Mai Bun Film, pentru Cea Mai Bună Actriță (Viola Davis) și pentru Cea Mai Bună Actriță în Rol Secundar (Jessica Chastain). Aceste recunoașteri au subliniat impactul semnificativ al filmului, care a adus în prim-plan teme importante legate de rasism, segregare și solidaritate în sudul Americii din anii 1960.

## Proces
Ablene Cooper, o femeie care lucrase ca menajeră pentru fratele lui Stockett, a criticat autoarea pentru faptul că i-ar fi furat povestea de viață fără acordul ei și pentru că ar fi bazat personajul Aibileen pe asemănarea ei fizică. Cooper a dat-o în judecată pe Stockett, solicitând daune în valoare de 75.000 de dolari. De asemenea, Cooper a criticat-o pe Stockett pentru o comparație rasistă, afirmând că culoarea pielii personajului Aibileen este similară cu cea a unei gândaci, o remarcă pe care a considerat-o jignitoare. Stockett a negat acuzațiile, susținând că a întâlnit-o pe Cooper doar într-o ocazie scurtă.
În final, cazul a fost respins de instanță, judecătorul din Hinds County invocând termenul de prescripție, care înlătura posibilitatea procesului din cauza unui interval prea mare de timp între incidentul reclamat și momentul în care s-a intentat acțiunea în justiție.
Conform Book Marks, Culoarea sentimentelor  a primit un consens „pozitiv” pe baza a șase recenzii de critici: două „entuziaste”, trei „pozitive” și una „mixte”. Cartea a obținut un scor de 78% pe The Lit Review, bazat pe 12 recenzii de critici, iar consensul acestora a fost următorul: „Deși aceasta este încă o poveste despre afro-americani aflați în dificultate, a căror speranță cea mai mare pentru o viață mai bună vine sub forma unei femei albe și generoase, autoarea folosește această poveste pentru a expune adevărul dureros despre rasism și nedreptate într-o perioadă în care drepturile civile erau încă doar un vis.” În numărul din ianuarie/februarie 2010 al revistei Bookmarks, cartea a primit un scor de 4,0 din 5, cu un rezumat critic care spunea: „Criticii au lăudat abilitatea lui Stockett de a surprinde ironia și ipocrizia care defineau o eră, fără a recurge la clișee deprimante sau controversate”.  

## Premii și onoruri
- Orange Prize Longlist( 2010)
- Indies Choice Book Award( Adult Debut, 2010)
- Townsend Price for Fiction( 2010)
- Exclusive Books Boeke Prize( 2009)
- SIBA Book Award( Fiction, 2010)
- International Dublin Literary Award Longlist(2011)
- Christian Science Monitor Best Book( Fiction, 2009)
- Goodreads Choice Awards( Best Fiction, 2009)